# Mezzano
Mezzano est une commune italienne d'environ 1 600 habitants située dans la province autonome de Trente dans la région du Trentin-Haut-Adige dans le nord-est de l'Italie.

## Administration
| Période                                  | Période | Identité | Étiquette | Qualité |
| ---------------------------------------- | ------- | -------- | --------- | ------- |
|                                          |         |          |           |         |
| Les données manquantes sont à compléter. |         |          |           |         |

### Communes limitrophes
Les communes limitrophes sont  Canal San Bovo, Cesiomaggiore, Feltre, Imer, Primiero San Martino di Castrozza et Sovramonte.